# Heinz Manchen
Heinz Joachim Manchen (2 de mayo de 1931-20 de marzo de 1978) fue un deportista alemán que compitió en remo.
Participó en los Juegos Olímpicos de Helsinki 1952, obteniendo una medalla de plata en la prueba de dos con timonel. Ganó una medalla de plata en el Campeonato Europeo de Remo de 1953.

## Palmarés internacional
| Representando a Alemania |                        |                  |                 |
| Juegos Olímpicos         |                        |                  |                 |
| Año                      | Lugar                  | Medalla          | Prueba          |
| 1952                     | Helsinki (Finlandia)   | Medalla de plata | Dos con timonel |
| Representando a la RFA   |                        |                  |                 |
| Campeonato Europeo       |                        |                  |                 |
| Año                      | Lugar                  | Medalla          | Prueba          |
| 1953                     | Copenhague (Dinamarca) | Medalla de plata | Dos con timonel |